# The Dancer and the King (commedia)
The Dancer and the King  è un dramma teatrale che ha debuttato a Broadway nel 1907. Il ruolo di Lola Montez alla prima assoluta era interpretato da Cecil Spooner che interpreterà lo stesso ruolo anche nella versione cinematografica del 1914.

## Trama
La storia è ambientata in Baviera. Lola è una danzatrice che conosce il re di Baviera e ne diventa amica. Venendo a sapere per caso di un complotto per assassinarlo, si traveste da soldato per scoprire i congiurati.

## Adattemnti
Il regista Étienne Arnaud ha diretto nel 1914 la trasposizione cinematografica dal titolo The Dancer and the King.